# Henri Duhayot
Henri Duhayot est un joueur de football français né le 25 mars 1944 à Aillas.

## Biographie
Étudiant en pharmacie, il connaît son heure de gloire avec l'AS Angoulême, lors d'un quart de finale de la Coupe de France 1967. Face au RC Lens des frères Lech, il inscrit un doublé qui propulse le club charentais en demi-finale. Angoulême sera éliminé par l'Olympique lyonnais ... par tirage au sort après trois matches sans vainqueur (3-3, 1-1 et 1-1). 
À ce jour, l'AS Angoulême demeure le seul club de l'histoire de la Coupe éliminé par tirage au sort, règlement abandonné par la FFF à la suite du tollé provoqué par cette confrontation entre Charentais et Lyonnais.

## Carrière
- 1962-Jan. 1967 : Girondins de Bordeaux
- Jan. 1967-Juin 1967 : AS Angoulême
- 1967-1968 : Girondins de Bordeaux
- 1968-1969 : AS Angoulême[2]

## Palmarès
- Finaliste de la Coupe de France en 1968 avec les Girondins de Bordeaux